# Speketjärnet
Speketjärnet är en sjö i Arvika kommun i Värmland och ingår i Göta älvs huvudavrinningsområde. Sjön är 4 meter djup, har en yta på 0,401 kvadratkilometer och befinner sig 80,4 meter över havet. Sjön avvattnas av vattendraget Sävsjöälven.

## Delavrinningsområde
Speketjärnet ingår i det delavrinningsområde (662304-131749) som SMHI kallar för Mynnar i Glafsfjorden. Medelhöjden är 88 meter över havet och ytan är 29,83 kvadratkilometer. Det finns inga avrinningsområden uppströms utan avrinningsområdet är högsta punkten. Sävsjöälven som avvattnar avrinningsområdet har biflödesordning 4, vilket innebär att vattnet flödar genom totalt 4 vattendrag innan det når havet efter 270 kilometer. Avrinningsområdet består mestadels av skog (51 procent), öppen mark (15 procent) och jordbruk (18 procent). Avrinningsområdet har 0,39 kvadratkilometer vattenytor vilket ger det en sjöprocent på 1,3 procent. Bebyggelsen i området täcker en yta av 2,44 kvadratkilometer eller 8 procent av avrinningsområdet.